# Saint-Julien-en-Quint

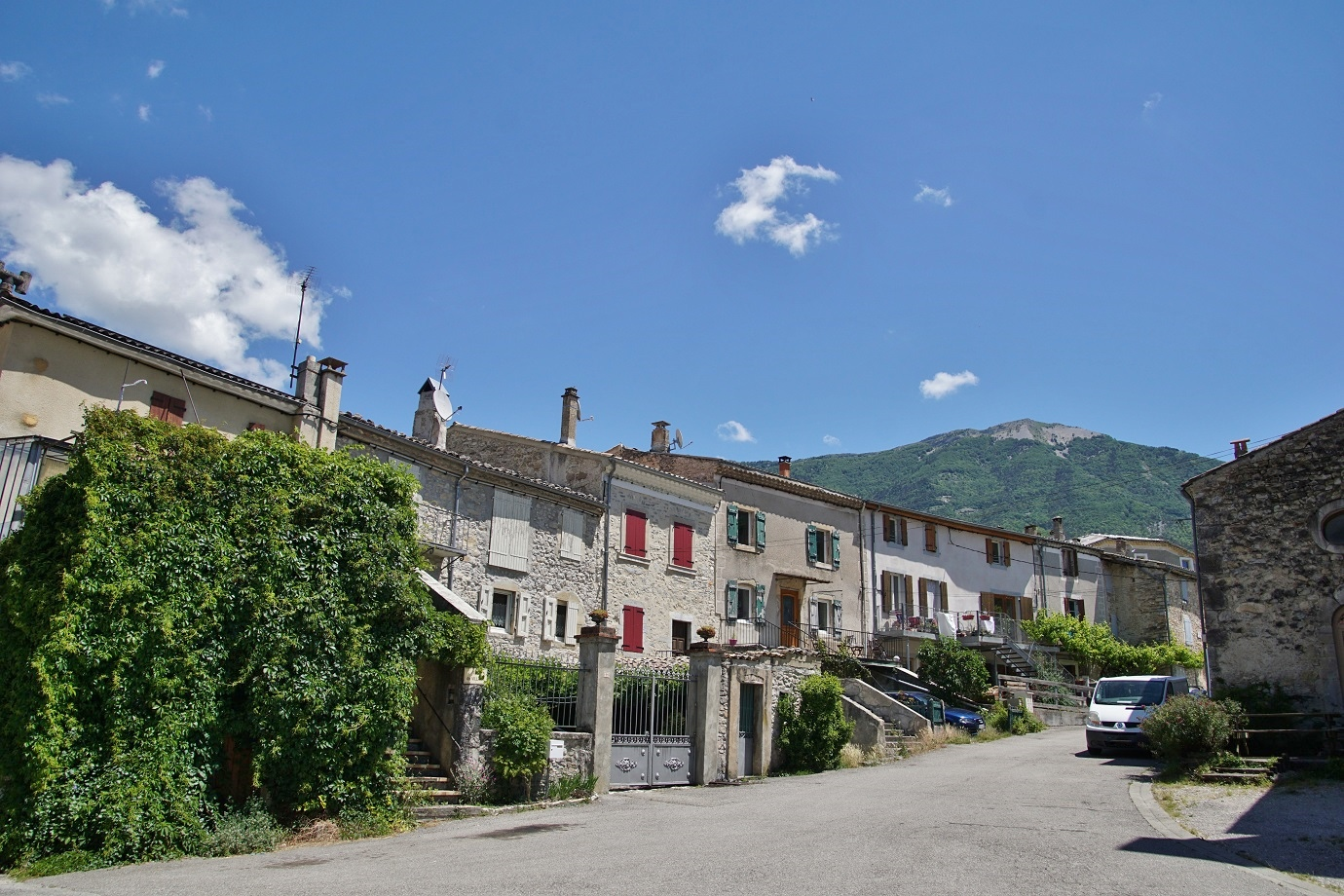
Saint-Julien-en-Quint (2020)

Saint-Julien-en-Quint ist eine Gemeinde im französischen Département Drôme in der Region Auvergne-Rhône-Alpes. Sie gehört zum Arrondissement Die und zum Kanton Le Diois.

## Lage
Sie liegt 15 km nordöstlich von Die und grenzt im Norden an Bouvante, im Osten an Vassieux-en-Vercors, im Südosten an Marignac-en-Diois, im Süden an Saint-Andéol, im Südwesten an Eygluy-Escoulin und im Westen an Omblèze. Das Gemeindegebiet wird vom Flüsschen Sure durchquert, das hier auch entspringt.

## Bevölkerungsentwicklung
| Jahr                       | 1962 | 1968 | 1975 | 1982 | 1990 | 1999 | 2008 | 2015 |
| -------------------------- | ---- | ---- | ---- | ---- | ---- | ---- | ---- | ---- |
| Einwohner                  | 211  | 194  | 150  | 144  | 162  | 142  | 128  | 157  |
| Quellen: Cassini und INSEE |      |      |      |      |      |      |      |      |